# Equitazione ai Giochi della II Olimpiade - Salto ostacoli individuale
Il concorso di salto ostacoli ai Giochi della II Olimpiade di Parigi fu disputato il 29 maggio 1900 in Place de Breteuil.
Dei 45 fantini iscritti, solo 37 parteciparono effettivamente e solo di 16 di questi è stato possibile recuperare delle informazioni, dei restanti è stato possibile risalire solamente alle nazionalità ed è emerso che avevano partecipato anche un russo, da uno a tre italiani, da tre a nove belga e da un minimo di otto ad un massimo di 14 francesi.
Il percorso di gara era lungo 850 metri ed includeva 22 salti, un salto doppio ed un salto triplo, il formato di gara prevedeva un round unico, ma ogni fantino poteva gareggiare più volte ognuna delle quali con un diverso cavallo.

## Classifica finale
| Pos. | Nome                      | Cavallo       | Tempo       |
| ---- | ------------------------- | ------------- | ----------- |
| 1    | Aimé Haegeman             | Benton II     | 2'16"0      |
| 2    | Georges van der Poele     | Winsor Squire | 2'17"6      |
| 3    | Louis de Champsavin       | Terpsichore   | 2'26"0      |
| 4-37 | Louis d'Havrincourt       | Mavourneen    | Sconosciuto |
| 4-37 | Charles de Béthune-Scully | Tip-Top       | Sconosciuto |
| 4-37 | Maurice Jéhin             | Bistouri      | Sconosciuto |
| 4-37 | Henri Leclerc             | Extra-Dry     | Sconosciuto |
| 4-37 | Henri Leclerc             | Gilles        | Sconosciuto |
| 4-37 | Hermann John Mandl        | Sconosciuto   | Sconosciuto |
| 4-37 | Louis Napoléon Murat      | Arcadius      | Sconosciuto |
| 4-37 | Arthur Philippot          | Sconosciuto   | Sconosciuto |
| 4-37 | Vigneulles                | Sconosciuto   | Sconosciuto |
| 4-37 | De Coulombier             | Sconosciuto   | Sconosciuto |
| 4-37 | De Lamarantine            | Sconosciuto   | Sconosciuto |
| 4-37 | Marcel Haëntjens          | Sconosciuto   | Sconosciuto |
| 4-37 | Dominique Gardères        | Sconosciuto   | Sconosciuto |
| 4-37 | altri 27 concorrenti      |               |             |